# Citroën Type H
Citroën Type H er en let varevogn på 2,25 til 2,6 ton fremstillet mellem 1948 og 1981 i 473.289 enheder.
På Citroënfabrikken talte de allerede før krigen om en ny varevogn, der kunne erstatte TUB2, men med en bedre lasteevne. TUB2 havde en defekt: hvis den ikke blev læsset bagerst i varerummet, skrånede den fremad. TUB2s design var forældet, så det var lettere at udvikle en helt ny, mere moderne model.
De specifikationer, der var ønsket af Pierre Boulanger (daværende direktør for Citroën) var:  et "monocoque" (væggene og taget var selvbærende) køretøj med forhjulstræk og en fire-cylindret motor, med en god affjedring bagerst og bygget så vidt muligt ved hjælp af eksisterende dele fra andre Citroën modeller.
Type H er bygget af stiv metalbølgeplade som den berømte Junkers Ju 52, den er meget kubisk. Med et arbejdsvolumen på 7,32 m3, kan den læsse 1.200 kg varer. Type H har en lav karm og læssehøjde, indvendig er der ståhøjde. Utallige tilpasninger er blevet udført af uafhængige karrosseribyggere. Nogle har endda tilpasset Type H med hydraulisk affjedring over bagakselen.
Type H har haft en stor succes på trods af sit høje brændstofforbrug og dens beskedne hastighed. Den var kendt i Frankrig som et køretøj for gadehandlere og politiet, for sidstnævnte kendt som "salatfadet". Den er ofte fejlagtigt kaldt "Citroën Tube", i forvirring med sin forgænger TUB.
Type H var en af de første Forhjulstrukne varebiler. Med sin særegne form, karrosseri af metalbølgeplade, sin bagklap i tre dele, og sine selvmordsdøre er Type H et unikum i bilhistorien.
Teknologi
Type H havde i sin oprindelige version en firecylindret rækkemotor, forhjulstræk og en tretrins, usynkroniseret gearkasse. Den var 4,26 meter lang og 1,99 meter bred. Den havde det usædvanlige træk, at akselafstanden var forskellig på hver side af bilen – 3 mm længere på venstre side. En Type H vejer 1.400 kilo og har en topfart på 78 km/t.
Navn
Citroën arbejdede på 8 forskellige forslag, hvoraf kun det sidste blev udviklet, deraf navnet: "H". De fleste Type H, der blev solgt, var af modellen HY, hvorfor mange mener, at alle Type H er HY. Der var dog også H (tidlig) HX (mindre), HZ og HW (større) modeller. Der var også en model 1600. Derudover gjorde Type H's konstruktion (med al teknologi i front) den let at ombygge til hestetransport, isbil, autocamper osv. 
Modeller
1947: H. Kunne laste 1.200 kg.
1949: HZ. Kunne laste 850 kg, men med en hastighed på 88 kmh.
1958: HY. Kunne laste 1.500 kg.
1961: HY Di  med dieseldrift (Perkins) og 12-voltssystem.
1963: HY-72/HZ-72 (anden akselafstand) kom med ny benzinmotor på ca. 1.600 kubik.
1964: HY-IN/HZ-IN (anden akselafstand) havde dieselmotor fra Indénor på ca. 1.800 kubik - og forrude i et stykke.
1966: HY 78/HZ 78 (anden akselafstand) kom med ny benzinmotor på ca. 1.900 kubik.
1966: HZ 72 IN/HZ 78 IN kunne laste yderligere et ton.
1969: HX IN2 med højere totalvægt.
1969: HW med endnu højere totalvægt.
1972: 1600 er en HW med hydraulikaffjedring og andet karosseri.